# Samuel J. Nicholls
Samuel Jones Nicholls, född 7 maj 1885 i Spartanburg i South Carolina, död 23 november 1937 i Spartanburg i South Carolina, var en amerikansk demokratisk politiker. Han var ledamot av USA:s representanthus 1915–1921.
Nicholls studerade vid Wofford College, Virginia Tech och University of Chicago. År 1906 inledde han sin karriär som advokat i Spartanburg. Året därpå tillträdde han som stadsåklagare och åklagare för Spartanburg County. År 1915 fyllnadsvaldes han till USA:s representanthus. Nicholls efterträddes 1921 som kongressledamot av John J. McSwain.
Nicholls avled 1937 och gravsattes på West Oakwood Cemetery i Spartanburg.